# Carpelimus hoaensis
Carpelimus hoaensis – gatunek chrząszcza z rodziny kusakowatych i podrodziny kozubków.
Gatunek ten opisany został po raz pierwszy w 2019 roku przez Michaiła Gildienkowa na łamach „Russian Entomological Journal”. Jako lokalizację typową wskazano Hoà Bình w wietnamskiej prowincji o tej samej nazwie. Epitet gatunkowy odnosi się do miejsca typowego.
Chrząszcz o wydłużonym ciele długości 1,8 mm, lekko błyszczącym, ubarwionym ciemnobrązowo z brązowymi pokrywami oraz żółtobrązowymi odnóżami i czułkami, porośniętym jasnymi i krótkimi szczecinkami. Głowa jest szersza niż dłuższa, u nasady szczególnie szeroka, w części szyjnej wyraźnie zwężona, drobno i gęsto punktowana, o zaokrąglonych skroniach, niewiele od nich krótszych, niewielkich i słabo wypukłych oczach złożonych, zaopatrzona w dość krótkie czułki z członami od pierwszego do trzeciego wydłużonymi, czwartym i piątym tak długimi jak szerokimi, od szóstego do dziesiątego poprzecznymi, a jedenastym stożkowatym. Przedplecze jest drobno i gęsto punktowane, a na jego dysku znajduje się para owalnych wcisków pośrodku i para okrągłych wcisków u podstawy. Boki przedplecza są szeroko zaokrąglone. Okrągłe, płytkie wciski zdobią tarczkę. Pokrywy są pokryte drobnymi i gęsto rozmieszczonymi punktami. Powierzchnia odwłoka jest delikatnie szagrynowana.
Owad orientalny, endemiczny dla Wietnamu, znany tylko z miejsca typowego.